# Mänska, o, vi dröjer du
Mänska, o, vi dröjer du är en psalm skriven av Christian Fürchtegott Gellert och översatt till svenska av Johan Olof Wallin.
|  |
|  |

## Publicerad i
- 1819 års psalmbok som nummer 453 under rubriken "Kristligt sinne och förhållande".[1]